# Cainismo
O cainismo ou caimismo foi uma seita gnóstica cristã do século II, considerada herética, que venerava Caim como filho de um espírito superior àquele que teria engendrado seu irmão Abel. Para os cainitas, Caim foi a primeira vítima do Demiurgo, uma divindade intermediária  criadora do mundo material, inferior a Deus. Segundo eles, o Deus do Antigo Testamento não poderia ser o mesmo proclamado por Jesus, pois enquanto este último seria piedoso, benevolente, amoroso, aquele seria vingativo e cruel.
Recentemente, foi concluída a tradução de um texto atribuído aos cainitas do Evangelho de Judas, no qual existe um relato conciso do relacionamento entre o Messias e Judas, a quem teria sido confiada a mais dura de todas as missões: liberar o Cristo de sua envoltura humana. 
Dados sobre os cainitas sobrevivem em citações patrísticas:
- Irineu de Lyon, Contra Heresias I, 31, 1–2 [1]
- Epifânio de Salamis, Panarion 38
- Hipólito, Contra as Heresias 8
- Pseudo-Tertuliano, Contra todas as Heresias 7
- Tertuliano, Sobre o Batismo 1.